# Anders Grijs
Anders (Uddesson) Grijs död 20 april 1587 i Vadstena, var en östgötske lågfrälseman till Sättra Sätesgård i Lysings härad och slottsfogde/befallningsman på Vadstena slott.

## Biografi
Anders (Uddesson) Grijs (död 1587) var en av många lokala ofrälse tjänstemän som gjorde en snabb karriär under äldre Vasatiden. Han begynte som skrivare i underordnad befattning hos befallningsmannen Joakim Bulgrin på Vadstena slott där han är nämnd 1552-1555. Efter den tjänsten befordrades han till gårdsskrivare vid Hovs Gård i Göstrings härad där han är nämnd 1559-1561. Från 1561 förlänade han på frihet till Sättra Sätesgård, Röks socken i Lysings härad. Han flyttade till norra Småland 1562 där han befordrades till tiondefogde för åtta härader. Efter några år befordrades han till häradsfogde för Östra och Uppvidinge härader nämnd 1564-1567, och Norra Vedbo och Vista härader nämnd 1569-1571. År 1568 inkvarterades han bland småländska "skyttar" i Linköpings borgläger för vapensyn.
Han flyttade åter till Östergötland där han var häradsfogde för Hammarkinds och Skärkinds härader nämnd 1572-1577. Under samma tid var han kungsfogde för arv och egna gods och häradshövding i Lysings härad i Östergötland. Därefter befordrades han till slottsfogde/befallningsman på Vadstena slott där han är nämnd 1578-1587. Efter en lång och trogen statlig tjänst blev han tilldelad adelsbrev med vapensköld av konung Johan den III den 30 april 1585. I vapnet fördes en från höger gående silvrig gris och tre gyllene äpplen i blått fält. Med det han förvärvade gården till frälse från 1587. Anders avled 20 april 1587 i Vadstena och begravdes i Vadstena klosterkyrka.

### Egendom
Grijs ägde Sättra säteri i Röks socken.

### Familj
Anders (Uddesson) Grijs gifte sig år 1562 med småländska lågfrälsekvinnan Gunilla "Gunnel" Pedersdotter (död 1597). Hon var dotter till lågfrälsemannen och väpnaren Peder Christiansson (Halvhjort till Flishult) nämnd 1543-1555 och hans fru Brita Pedersdotter (Silfversparre) nämnd 1556-1567.
De fick tillsammans barnen Peder Grijs (levde 1610), Udde Grijs (död 1645), Claes Grijs, Margareta Grijs (levde 1665) som var gift med Bengt Duse och Kerstin Grijs (död 1646) som var gift med kaptenen Knut Ulf af Horsnäs. Den adliga ätten Grijs utslocknades på manssidan år 1641.